# Мировые рекорды в велоспорте
ПарМировые рекорды в велоспорте — наивысшие результаты, показанные спортсменами в велоспорте в сравнимых и повторяемых условиях, оговорённых правилами. В велоспорте фиксируются официальные, неофициальные и альтернативные рекорды.
Правила
Рекорды ратифицируются Международным союзом велосипедистов (Union Cycliste Internationale). Международный союз велосипедистов признаёт мировые рекорды в соответствии с утверждённым списком дисциплин для мужчин и для женщин.

## Список дисциплин

### Трековые гонки
История
Трековый велоспорт известен по крайней мере с 1870 года. Когда велоспорт был в зачаточном состоянии, были построены деревянные крытые трассы, которые напоминали современные велодромы, состоящие из двух прямых и слегка наклонённых поворотов.
Одной из привлекательных сторон крытых трековых гонок было то, что зрителей можно было легко контролировать, и следовательно, взимать плату за вход, делая велотрековые гонки коммерческим видом спорта. Ранние трековые гонки привлекали толпы до 2000 человек. Крытые треки на первых порах позволяли заниматься велоспортом круглый год. Основными ранними центрами трековых гонок в Британии были Бирмингем, Шеффилд, Ливерпуль, Манчестер и Лондон.
Самые заметные изменения в течение более чем столетней истории велоспорта на треке касались самих велосипедов. Для обеспечения всё более быстрых скоростей они проектировались таким образом, чтобы становиться более лёгкими и аэродинамическими.
За исключением Олимпийских игр 1912 года, трековые велогонки были в программе всех современных Олимпийских игр. Женская трековая программа впервые была включена в программу Олимпийских игр в 1988 году.

#### Мужчины
| Дисциплина                              | Результат | Имя                                                              | Национальность | Дата       | Соревнование            | Видео | Примечания |
| --------------------------------------- | --------- | ---------------------------------------------------------------- | -------------- | ---------- | ----------------------- | ----- | ---------- |
| гит 200 м с/х                           | 9.088     | Харрей Лаврейсен                                                 | Нидерланды     | 07.08.2024 | Париж, Франция          |       |            |
| гит 500 м с/х                           | 24.758    | Крис Хой                                                         | Великобритания | 13.05.2007 | Ла-Пас, Боливия         |       |            |
| гит 1000 м с/м                          | 56.303    | Франсуа Перви                                                    | Франция        | 07.12.2013 | Агуаскальентес, Мексика |       |            |
| командный спринт 3×250 м                | 41.871    | Рене Эндерс, Роберт Форстеманн, Йоахим Эйлерс                    | Германия       | 05.12.2013 | Агуаскальентес, Мексика |       |            |
| индивидуальная гонка преследования 4 км | 3:59.636  | Филиппо Ганна                                                    | Италия         | 03.11.2019 | Париж, Франция          |       |            |
| командная гонка преследования 4 км      | 3:42.032  | Филиппо Ганна, Симон Консонни , Франческо Ламон , Джонатан Милан | Италия         | 04.08.2021 | Токио, Япония           |       |            |
| часовая гонка                           | 56 792 м  | Филиппо Ганна                                                    | Италия         | 08.10.2022 | Гренхен, Швейцария      |       |            |

#### Женщины
| Дисциплина                              | Результат | Имя                                                              | Национальность | Дата       | Соревнование                 | Видео | Примечания |
| --------------------------------------- | --------- | ---------------------------------------------------------------- | -------------- | ---------- | ---------------------------- | ----- | ---------- |
| гит 200 м с/х                           | 10.384    | Кристина Фогель                                                  | Германия       | 07.12.2013 | Агуаскальентес, Мексика      |       |            |
| гит 500 м с/х                           | 28.970    | Кристина Фогель                                                  | Германия       | 17.12.2016 | Франкфурт-на-Одере, Германия |       |            |
| гит 500 м с/м                           | 32.268    | Джессика Салазар                                                 | Мексика        | 07.10.2016 | Агуаскальентес, Мексика      |       |            |
| командный спринт 2×250 м                | 31.928    | Джинджи Гонг, Тянши Жонг                                         | Китай          | 12.08.2016 | Рио-де-Жанейро, Бразилия     |       |            |
| индивидуальная гонка преследования 3 км | 3:20.060  | Хлоэ Дигерт                                                      | США            | 03.03.2018 | Апельдорн, Нидерланды        |       |            |
| командная гонка преследования 3 км **   | 3:14.051  | Даниэль Кинг, Лаура Тротт, Джоанна Роуселл                       | Великобритания | 04.08.2012 | Лондон, Великобритания       |       |            |
| командная гонка преследования 4 км **   | 4:10.236  | Кэти Арчибальд, Лаура Тротт, Элинор Баркер, Джоанна Роуселл-Шенд | Великобритания | 13.08.2016 | Рио-де-Жанейро, Бразилия     |       |            |
| часовая гонка                           | 48.007 км | Виттория Бусси                                                   | Италия         | 13.09.2018 | Агуаскальентес, Мексика      |       |            |

#### Юниоры
| Дисциплина                              | Результат | Имя                                                        | Национальность | Дата       | Соревнование            | Видео | Примечания |
| --------------------------------------- | --------- | ---------------------------------------------------------- | -------------- | ---------- | ----------------------- | ----- | ---------- |
| гит 200 м с/х                           | 9.738     | Штефан Риттер                                              | Канада         | 07.10.2016 | Агуаскальентес, Мексика |       |            |
| гит 500 м с/х                           | 26.969    | Александр Хромых                                           | СССР           | 09.08.1990 | Москва, СССР            |       |            |
| гит 500 м с/х                           | 26.621    | Алексей Носов                                              | Россия         | 27.04.2015 | Москва, Россия          |       | [ 1 ]      |
| гит 1000 м с/м                          | 1:00.498  | Томас Корниш                                               | Австралия      | 19.08.2018 | Эгль, Швейцария         |       |            |
| командный спринт 3×250 м                | 44.209    | Даниил Комков, Дмитрий Нестеров, Павел Ростов              | Россия         | 23.08.2017 | Монтикьяри, Италия      |       |            |
| индивидуальная гонка преследования 3 км | 3:11.143  | Лев Гонов                                                  | Россия         | 17.08.2018 | Эгль, Швейцария         |       |            |
| командная гонка преследования 4 км      | 4:00.972  | Лев Гонов, Глеб Сырица, Иван Смирнов, Дмитрий Мухомедьяров | Россия         | 23.08.2017 | Монтикьяри, Италия      |       |            |

#### Юниорки
| Дисциплина                              | Результат | Имя                                                                     | Национальность | Дата       | Соревнование                 | Видео | Примечания |
| --------------------------------------- | --------- | ----------------------------------------------------------------------- | -------------- | ---------- | ---------------------------- | ----- | ---------- |
| гит 200 м с/х                           | 10.709    | Матильда Грос                                                           | Франция        | 24.08.2017 | Монтикьяри, Италия           |       |            |
| гит 500 м с/х                           | 30.230    | Светлана Потемкина                                                      | Россия         | 29.10.1991 | Москва, Россия               |       |            |
| гит 500 м с/м                           | 33.922    | Леа Софи Фридрих                                                        | Германия       | 18.08.2018 | Эгль, Швейцария              |       |            |
| командный спринт 2×250 м                | 33.899    | Паулина Софи , Эмма Хинзе                                               | Германия       | 19.08.2015 | Астана, Казахстан            |       |            |
| индивидуальная гонка преследования 2 км | 2:18.080  | Эллессе Эндрюс                                                          | Новая Зеландия | 26.08.2017 | Монтикьяри, Италия           |       |            |
| командная гонка преследования 3 км      | 3:24.372  | Джорджия Бейкер, Тейла Дженнингс, Келси Робсон                          | Австралия      | 22.08.2012 | Инверкаргилл, Новая Зеландия |       |            |
| командная гонка преследования 4 км      | 4:21.554  | Мартина Фиданза, Летиция Патерностер, Кьяра Консонни, Виттория Гуаззини | Италия         | 24.08.2017 | Монтикьяри, Италия           |       | [ 2 ]      |

## Шоссейные гонки
История
Шоссейный велоспорт — одна из дисциплин велоспорта, подразумевающая гонки по дорогам с твёрдым покрытием на шоссейных велосипедах. Олимпийская дисциплина с 1896 года.
Шоссейный велоспорт относится к летним видам спорта, сезон стартует ранней весной и заканчивается осенью. Наиболее престижные соревнования проходят в период с марта по октябрь.
История шоссейного велоспорта началась в 1868 году, а первая крупная велогонка, «бабушка всех однодневок» — Льеж — Бастонь — Льеж, проводится начиная с 1892 года. Большинство самых известных и престижных в настоящее время гонок появилось в конце XIX — начале XX веков.
Является наиболее популярной и развитой в коммерческом отношении дисциплиной велоспорта. Особенно популярен в Европе (Франция,Испания, Италия, Нидерланды, Бельгия, Казахстан, Чехия, Дания,Швейцария, Германия), где проходят важнейшие шоссейные велогонки: легендарные классические однодневки и Гранд туры. Также популярен в США, Канаде, России и Японии.
Соревнования делятся на групповые гонки и гонки с раздельным стартом. По классификации UCI велогонки делятся на разные категории, имеющие числовые обозначения. С 2009 года гонки высшей категории, подведомственные UCI, входят в ПроТур, а гонки, принадлежащие организаторам гранд туров, составляют серию Монументов велоспорта. По итогам выступлений на всех соревнованиях велосипедисты получают баллы в Рейтинг UCI.

### Тур де Франс
'Тур де Франс' (фр. Le Tour de France) — шоссейная многодневная велогонка, один из трёх гранд-туров. Самая известная и престижная велосипедная гонка мира, проводимая уже более ста лет во Франции. Неофициальное название — «Большая петля».
Рекорды Тур де Франс
| Дисциплина                                                 | Результат   | Имя                                                | Национальность                     | Дата, годы достижения                                       | Видео | Прим. |
| ---------------------------------------------------------- | ----------- | -------------------------------------------------- | ---------------------------------- | ----------------------------------------------------------- | ----- | ----- |
| Наибольшее число побед                                     | 7 раз       | Лэнс Армстронг                                     | США                                | 1999-2005                                                   |       | [ 5 ] |
| Наибольшее число побед                                     | 5 раз       | Жак Анкетиль Эдди Меркс Бернар Ино Мигель Индурайн | Франция, Бельгия, Франция, Испания | 1957, 1961-64 1969-72, 1974 1978-79, 1981-82, 1985 1991-95; |       |       |
| Наибольшее число побед по странам                          | 36          | Франция                                            | Франция                            |                                                             |       |       |
| Наибольшее число дней, проведённых в жёлтой майке          | 111         | Эдди Меркс                                         | Бельгия                            |                                                             |       |       |
| Наибольшее число завоёванных зелёных маек                  | 7           | Петер Саган                                        | Словакия                           | 2012-2019                                                   |       |       |
| Наибольшее число завоёванных зелёных маек по странам       | 19          | Бельгия                                            | Бельгия                            |                                                             |       |       |
| Наибольшее число завоёванных белых маек с красным горошком | 7           | Ришар Виранк                                       | Франция                            | 1994-97, 1999, 2003-04                                      |       |       |
| Наибольшее число завоёванных белых маек                    | 3           | Энди Шлек                                          | Люксембург                         | 2008-2010                                                   |       |       |
| Наибольшее число завоёванных белых маек                    | 3           | Ян Ульрих                                          | Германия                           | 1996-98                                                     |       |       |
| Наивысшая средняя скорость победителя Тур де Франс         | 41.654 км/ч | Лэнс Армстронг                                     | США                                | 2005                                                        |       |       |
| Наибольшее число побед на этапах                           | 34          | Эдди Меркс                                         | Бельгия                            |                                                             |       |       |
| Наибольшее число побед на этапах с раздельным стартом      | 20          | Бернар Ино                                         | Франция                            |                                                             |       |       |
| Наибольшее число побед на этапах за 1 Тур                  | 13          | Гастоне Ненчини                                    | Италия                             | 1960                                                        |       |       |
| Наибольшее число участий в Тур де Франс                    | 16          | Йоп Зутемелк Джордж Хинкепи                        | Голландия США                      |                                                             |       |       |
| Самая продолжительная гонка Тур де Франс                   | 5 745 км    |                                                    |                                    | 1926                                                        |       |       |
| Самая короткая гонка Тур де Франс                          | 3 663 км    |                                                    |                                    | 2014                                                        |       |       |

### Вуэльта или Тур Испании
'Вуэльта Испании' (исп. Vuelta a España, Тур Испании, Вуэльта,) — шоссейная многодневная велогонка, один из трёх гранд-туров.
Проходит ежегодно по территории Испании и Андорры в августе и сентябре (начиная с 1995 года; до этого — в мае). Первая гонка состоялась в 1935 году. Только 3 гонки проходили также по территории других европейских стран: 1997 год — Португалия, 2009 год — Нидерланды и Бельгия, и 2017 — Франция.
Рекорды Вуэльты
| Дисциплина                                                                                             | Результат   | Имя                                          | Национальность    | Дата, годы достижения                                    | Видео | Прим. |
| --- | ----------- | -------------------------------------------- | ----------------- | -------------------------------------------------------- | ----- | ----- |
| Наибольшее количество побед                                                                            | 3           | Тони Ромингер Роберто Эрас Альберто Контадор | Швейцария Испания | (1992, 1993, 1994) (2000, 2003, 2004) (2008, 2012, 2014) |       |       |
| Наибольшее количество побед на этапах                                                                  | 39          | Делио Родригес                               | Испания           |                                                          |       |       |
| Наибольшее число дней проведённое гонщиком в лидерской майке Генеральная классификация Вуэльта Испании | 48          | Алекс Цулле                                  | Швейцария         | 1993, 1996, 1997, 2000                                   |       |       |
| Наибольшее количество побед в горной классификации:                                                    | 5           | Хосе Луис Лагуа Мартинес                     | Испания           |                                                          |       |       |
| Наибольшее количество побед в очковой классификации                                                    | 4           | Шон Келли Лоран Жалабер                      | Ирландия Франция  |                                                          |       |       |
| Наивысшая средняя скорость победителя Вуэльты Испании                                                  | 42.534 км/ч | Анхель Касеро                                | Испания           | 2001                                                     |       |       |
| Наибольшее число участий на Вуэльте Испании                                                            | 17          | Иниго Куэста                                 | Испания           | (1994—2010)                                              |       |       |
| Наибольшее число участников гонки Вуэльта Испании                                                      | 207         |                                              | 2002              |                                                          |       |       |
| Самая продолжительная Вуэльта Испании                                                                  | 4 442 км    |                                              | 1941              |                                                          |       |       |
| Самая короткая Вуэльта Испании                                                                         | 2 419 км    |                                              | 1963              |                                                          |       |       |

### Джиро д’Италия
'Джиро д’Италия' (итал. Giro d'Italia, рус. Тур Италии) — многодневная велогонка, одна из трёх крупнейших наряду с Тур де Франс и Вуэльтой. Проходит ежегодно по территории Италии на протяжении трёх недель обычно в мае-июне. Первая гонка состоялась в 1909 году. Из российских гонщиков гонку выигрывали Евгений Берзин (1994), Павел Тонков (1996) и Денис Меньшов (2009).
Помимо основных состязаний с 1988 года проводятся Джиро д’Италия для женщин и Джиро д’Италия для юниоров.
Рекорды Джиро д’Италия
| Дисциплина                                                                          | Результат          | Имя                                     | Национальность   | Дата, годы достижения | Видео | Прим. |
| ----------------------------------------------------------------------------------- | ------------------ | --------------------------------------- | ---------------- | --------------------- | ----- | ----- |
| Наибольшее количество побед в Джиро д’Италия                                        | 5                  | Альфредо Бинда, Фаусто Копи, Эдди Меркс | Италия; Бельгия; |                       |       |       |
| Наибольшее число выигранных этапов за одну гонку Джиро д’Италия                     | 12                 | Альфредо Бинда                          | Италия           | 1927                  |       |       |
| Наибольшее число участий в гонке Джиро д’Италия                                     | 18                 | Владимиро Паницца                       | Италия           | с 1967 по 1985        |       |       |
| Наибольшее число дней в розовой майке Джиро д’Италия                                | 77                 | Эдди Меркс                              | Бельгия          |                       |       |       |
| Наибольшее количество побед в горной классификации Джиро д’Италия                   | 7                  | Джино Бартали                           | Италия           |                       |       |       |
| Наибольшее количество побед в классификации лучшего молодого гонщика Джиро д’Италия | 2                  | Владимир Пульников Павел Тонков         | СССР Россия      |                       |       |       |
| Наибольшее количество участников Джиро д’Италия                                     | 298                |                                         |                  | 1928                  |       |       |
| Наименьшее количество участников Джиро д’Италия                                     | 56                 |                                         |                  | 1912                  |       |       |
| Самая протяжённая гонка Джиро д’Италия                                              | 4337 км            |                                         |                  | 1957                  |       |       |
| Самая короткая гонка Джиро д’Италия                                                 | 2448 км            |                                         |                  | 1909                  |       |       |
| Самый протяжённый этап Джиро д’Италия                                               | 430 км Лукка − Рим |                                         |                  | 1914                  |       |       |

### Тур Швейцарии
'Тур Швейцарии' (фр. Tour de Suisse) — ежегодная шоссейная многодневная велогонка, проходящая по дорогам Швейцарии.
В 1908 году к 25—и летию Швейцарской федерации велоспорта (Swiss Cycling) была предпринята попытка организовать гонку. Состоялись всего две однодневные гонки с дистанцией более 300 километров. Ещё одной попыткой организовать крупную велогонку в Швейцарии была гонка Мюнхен—Цюрих, которая была прекращена в 1924 году из-за высоких затрат. Используя в качестве образца Тур де Франс и Джиро д'Италия, тогдашний директор Swiss Cycling Ксавер Марзоль, наконец, попытался организовать многодневную гонку.
Первый Тур Швейцарии, наконец, состоялся в конце августа — начале сентября 1933 года и был приурочен к 50-летию Swiss Cycling. Победителем пятиэтапной гонки стал австриец Макс Булла.
С тех пор её время проведения и продолжительность неоднократно изменялись. Гонка входила в различные главные Шоссейные турниры. Наряду с Критериумом Дофине является важной гонкой-репетицией Тур де Франс, обычно начинающимся через две недели стартующим. С 2005 года Тур Швейцарии проводится в середине июня, состоит из девяти этапов, в большинстве — горных, и минимум одной разделки.
Рекорды Тура Швейцарии
| Дисциплина                                         | Результат | Имя              | Национальность | Дата, годы достижения  | Видео | Прим. |
| -------------------------------------------------- | --------- | ---------------- | -------------- | ---------------------- | ----- | ----- |
| Наибольшее число побед в Генеральной классификации | 4         | Паскуале Форнара | Италия         | 1952, 1954, 1957, 1958 |       |       |
| Наибольшее число выигранных этапов                 |           |                  |                |                        |       |       |
| Наибольшее число участий в гонке                   |           |                  |                |                        |       |       |
| Наибольшее число участников гонки                  |           |                  |                |                        |       |       |
| Наименьшее число участников гонки                  |           |                  |                |                        |       |       |
| Наибольшее число попаданий в призовую тройку       |           |                  |                |                        |       |       |

### Тур Фландрии
'Тур Фландрии' (нидерл. Ronde van Vlaanderen) — ежегодная весенняя классическая однодневная велогонка проходящая во Фламандском регионе Бельгии. Впервые гонка была проведена в 1913 году, её победителем стал бельгийский велогонщик Поль Деман. Тур Фландрии входит в состав пяти так называемых Монументов велоспорта — наиболее известных, престижных и почитаемых классических гонок в велосипедном календаре.
Рекорды Тура Фландрии
| Дисциплина                                   | Результат | Имя                                                                                      | Национальность                           | Дата, годы достижения | Видео | Прим |
| -------------------------------------------- | --------- | ---------------------------------------------------------------------------------------- | ---------------------------------------- | --------------------- | ----- | ---- |
| Наибольшее число побед                       | 3         | Ахил Бёйссе Фьоренцо Маньи Эрик Леман Йохан Мюзеув Том Бонен Фабиан Канчеллара Том Бонен | Бельгия Италия Бельгия Швейцария Бельгия |                       |       |      |
| Наибольшее число участий в гонке             |           |                                                                                          |                                          |                       |       |      |
| Наибольшее число участников гонки            |           |                                                                                          |                                          |                       |       |      |
| Наименьшее число участников гонки            |           |                                                                                          |                                          |                       |       |      |
| Наибольшее число попаданий в призовую тройку |           |                                                                                          |                                          |                       |       |      |

### Ла Примавера
'Милан — Сан-Ремо' (итал. Milano–Sanremo) — ежегодная весенняя классическая однодневная велогонка, проходящая между итальянскими городами Милан и Сан-Ремо. Является самой протяжённой современной профессиональной однодневной велогонкой, длина её маршрута составляет почти 300 километров. Впервые гонка была проведена в 1907 году, её победителем стал французский велогонщик Люсьен Пети-Бретон. Милан — Сан-Ремо открывает сезон весенних классик и входит в состав пяти так называемых Монументов велоспорта — наиболее известных, престижных и почитаемых классических гонок в велосипедном календаре. Милан — Сан-Ремо часто называют «Примавера» (от итал. "la classica di Primavera" — весенняя классика) и спринтерская классика (в то время как Джиро ди Ломбардия, проводящаяся осенью, считается горной классикой).
Рекорды Ла Примавера
| Дисциплина                                   | Результат | Имя        | Национальность | Дата, годы достижения                    | Видео | Прим. |
| -------------------------------------------- | --------- | ---------- | -------------- | ---------------------------------------- | ----- | ----- |
| Наибольшее число побед                       | 7         | Эдди Меркс | Бельгия        | 1966, 1967, 1969, 1971, 1972, 1975, 1976 |       |       |
| Наибольшее число побед по странам            | 51        | Италия     | Италия         |                                          |       |       |
| Наибольшее число попаданий в призовую тройку |           |            |                |                                          |       |       |
| Наибольшее число участий в гонке             |           |            |                |                                          |       |       |
| Наибольшее число участников гонки            |           |            |                |                                          |       |       |
| Наименьшее число участников гонки            |           |            |                |                                          |       |       |

### Тур Даун Андер
'Тур Даун Андер' (англ. Tour Down Under) — ежегодная шоссейная многодневная велогонка в окрестностях Аделаиды, Южная Австралия. Стартует в третий вторник января и состоит из шести этапов. Первая гонка состоялась в 1999 году. В 2005 году UCI присвоил гонке категорию 2.HC, являющуюся наивысшей для гонок за пределами Европы. В 2008 году первой из неевропейских велогонок получила статус UCI ProTour.
Этапы тура проходят в основном по равнинным и умеренно холмистым территориям вокруг Аделаиды. Один из этапов включает два круга с восхождения на гору Уиллунга длиной 3 км со средним градиентом 7,6 %.
Средняя температура воздуха в Южной Австралии в январе составляет 29 °C.

##### Шесть дней Бремена
'Шесть дней Бремена' — шестидневные соревнования, проходящие с 1933 года, собирают до 125000 зрителей. Они проводятся в немецком городе Бремен. В велогонках принимают участие многие призеры из чемпионатов Европы и мира. С 2016 года (с 14 по 19 января) в дополнение к двенадцати лучшим командам в гонках Шесть дней Бремена добавили любительские заезды и гонки для женщин.

## Велокросс
История
Велокросс или Циклокрос (англ. Cyclo-cross — кросс на велосипедах специфической конструкции.

Технически — это одна из самых сложных и «тихоходных» велогоночных дисциплин (средняя скорость кроссменов составляет около 20 км/ч).
Спортсменам, как правило, надо несколько раз преодолеть кольцевой маршрут (от 2,5 до 3,5 км) по открытой местности и лесным участкам с препятствиями в виде бродов, грязи, корней деревьев и поваленных стволов, рвов, холмов и пр., к которым могут быть добавлены искусственные преграды.
Первый велокросс был проведен во Франции в 1902. В 1924 прошли первые международные соревнования, а в 1950 году в Париже дебютировал чемпионат мира.
Велокросс как правило является осенним и зимним видом спорта, с сентября по февраль. Чемпионат мира проходит в конце января. Национальные чемпионаты Канады и США проводятся в ноябре и январе с небольшими количеством гонок на территории южных и западных штатов США, таких как Калифорния.
Возрастные категории для велосипедистов по правилам UCI в настоящее время определяются их возрастом на 1 января, который находится в середине международного сезона, то есть они конкурируют в той же категории, что и в следующем сезоне.

## Маунтинбайк
История
 Маунтинбайк  или Го́рный велосипе́д (англ. mountain bike, сокращённо MTB) — велосипедные гонки вне дорог на горных велосипедах.
В конце 70-х годов, новая форма велосипедных гонок аналогичных Циклокрос (англ. Cyclo-cross) начала развиваться в Калифорнии. В конструкцию велосипеда были добавлены мотоциклетные толстые шины и постепенно он развился в современный горный велосипед. Первый национальный чемпионат по горному велосипеду прошел в 1983 году в Соединенных Штатах. Первые Чемпионаты мира по горному велосипеду начали проводиться в 1987 году.
В 1990 году МТБ, как вид велоспорта, был признан Международным союзом велосипедистов UCI. А в 1993 году, гонки по пересеченной местности на горных велосипедах (кросс-кантри) были приняты в программу олимпийских игр и дебютировали в 1996 году в Атланте.
Существует несколько видов горных велосипедов, каждый из них предназначен для различного типа гонок.
Рекорды маунтибайка
| Дисциплина                                                   | достижение | Имя          | Национальность | Дата       | Соревнование         | Место                                 | Видео |
| ------------------------------------------------------------ | ---------- | ------------ | -------------- | ---------- | -------------------- | ------------------------------------- | ----- |
| Скорость спуска по горному склону на серийном велосипеде     | 210,4 км/ч | Маркус Штокл | , Австрия      | 09.09.2007 |                      | , горнолыжный склон Ла Парва, Чили    |       |
| Скорость спуска по горному склону на доработанном велосипеде | 223,3 км/ч | Эрик Барон   | ,Франция       | 28.03.2015 | Vars Speed Challenge | , Скоростной трек Chabrieres, Франция |       |

## BMX-гонки
История
BMX Racing появился в 70-х, когда мотокросс стал популярным видом спорта в США.
Дети и подростки желали во что бы то ни стало также участвовать в мотокроссе, поэтому брали свои велосипеды, одевались в экипировку для мотокросса и соревновались на собственноручно построенных трассах, похожих на трассы мотокросса.
Соревнования по ВМХ предлагали вдохновляющее действие по низкой цене и часто вблизи от дома. Поэтому легко понять, почему этот вид спорта получил такое распространение. В начале 70—х появился орган управления велосипедным мотокроссом BMX в США. Это событие принято считать официальным стартом ВМХ, а после этого вид спорта был также представлен и на других континентах, среди них в Европе в 1978 году.
В апреле 1981 года была основана Международная Федерация ВМХ (IBMXF) и первый чемпионат мира проведён в 1982 году, это почти на 10 лет раньше первого чемпионата мира по горному велосипеду. ВМХ быстро распространился как уникальная спортивная дисциплина и по истечении нескольких лет имел больше признаков велоспорта, чем мотокросса. Таким образом, с января 1993 ВМХ был включён в Международный союз велосипедистов (UCI).
В октябре 2003 года на очередном конгрессе Международного союза велосипедистов объявлено, что Международный олимпийский комитет (МОК) включит ВМХ в программу Летних Олимпийских игр 2008 года в Пекине. На этих играх он был представлен одной мужской и одной женской дисциплинами. Первыми Олимпийскими чемпионами стали Марис Штромбергс из Латвии и Анн-Каролин Шоссон из Франции.

## BMX-фристайл
История
Фристайл BMX экстремальный вид спорта, происходящий из BMX racing, который состоит из пяти дисциплин. В июне 2017 года Международный олимпийский комитет объявил, что он должен быть добавлен в качестве олимпийской дисциплины Летних Олимпийских игр 2020 года .

## Велотриал
История
Велотриал (англ. bike trials) — дисциплина маунтинбайка, заключающаяся в преодолении препятствий на велосипедe (см. Приёмы велотриала). Препятствия могут быть самыми разными, естественными или искусственными: парапеты, камни, бревна, доски и т. д. Главной целью является преодоление серии препятствий, не опираясь ногами, руками и другими частями тела.
Велосипедный триал зародился в конце 70-х — начале 80—х годов в Испании. Мототриалисты стали создавать специальные велосипеды, чтобы на них тренировались дети, но вскоре велотриал стал самостоятельным видом спорта. Он начал стремительно развиваться, проводились соревнования. Первой компанией, выпускающей велосипеды для триала была Montesa, ныне называемая Monty. Главными центрами триала стали США и Испания, техника и стили преодоления препятствий которых во многом отличались.
На сегодняшний день велотриал — довольно известный вид экстремального спорта. Проводятся крупные мировые соревнования. Сейчас основные центры триала — Франция, Испания, Англия, Бельгия, Швейцария, Германия и некоторые другие страны Европы. В последнее время триал становится все популярнее, уровень спортсменов растет всё быстрее и ставятся немыслимые рекорды: прыжок с места через планку на высоте 142 см и многие другие.
Стоит отметить, на сегодняшний день велосипедный триал, как вид спорта, существенно эволюционирует. Наряду с классическим велотриалом популярность начинает набирать особенное направление — стрит—триал. Под этим стилем катания подразумевается трюковое катание в городе, сочетающее в себе основы классического триала и парковых экстремальных дисциплин. Наиболее ярким представителем стрит-триала нашего поколения можно считать английского спортсмена Дэнни Макаскилла, ключевым образом повлиявшего на развитие данного вида спорта.
| Дисциплина              | результат | Имя              | Национальность | Дата       | Место            | Видео |
| ----------------------- | --------- | ---------------- | -------------- | ---------- | ---------------- | ----- |
| Прыжки с места в высоту | 142 см    | Бенито Рос Чарра | Испания        | 16.02.2009 | Хойбах, Германия |       |

## Велобол
История
Игра зародилась в конце 19-го века в США, отцом игры считается известный в те времена велосипедист Ник Кауфман. По легенде, во время велопрогулки маленькая собачка бросалась на велосипед, и, чтобы избежать падения и травм на животном, Ник, поддев мопса передним колесом, отнёс его осторожно в сторону.
14 сентября 1883 года вместе с Джоном Фёрли на суд общественности Рочестера[что?], известные американские велосипедисты показали игру на велосипедах с мячом. В Америке этот вид спорта среди велосипедистов быстро стал популярным и вскоре пришёл в Европу.
Различают 3 вида велобола:
• 2 игрока в команде на игровом поле размером 11 × 14 м
• 5 игроков в команде на поле с размером гандбольной площадки
• 6 игроков в команде с футбольным мячом на открытом воздухе
По инициативе германского союза велосипедистов в 1930 году был проведён первый чемпионат мира (по 2 человека в команде). В настоящее время данный вид велобола является самым популярным.
Рекорды велобола
Представители Германии с 1930 года рекордные 35 раз становились победителями.

## Рекорды вне регламента Международного союза велосипедистов
| Дисциплина                                                                | результат                  | Имя                                           | Национальность | Дата       | Место                         | Видео                                                                         |
| ------------------------------------------------------------------------- | -------------------------- | --------------------------------------------- | -------------- | ---------- | ----------------------------- | ----------------------------------------------------------------------------- |
| Самое быстрое преодоление расстояния с севера на юг Великобритании (муж.) | 43.25.13                   | Майкл Броэдвиз                                | Великобритания | 17.06.2018 | , Джон о'Грот, Великобритания |                                                                               |
| Самый быстрый заезд по Америке (RAAM)                                     | 7 дней 15 часов 56 минут.  | Кристоф Страссер                              | Австрия        | 2014       | , Нью-Йорк, США               |                                                                               |
| Кругосветное путешествие на велосипеде                                    | 123 дня 00 часов 43 минуты | Эндрю Николсон                                | Новая Зеландия | 13.12.2015 |                               |                                                                               |
| Самая высокая скорость, развитая человеком на велосипеде                  | 268 км/ч                   | Фред Ромпельберг                              | Нидерланды     | 1995       | США штат Юта                  |                                                                               |
| Самая высокая скорость, развитая человеком на велосипеде                  | 295,6 км/ч                 | Денис Мюллер-Коренек (Denise Mueller-Korenek) | США            | 16.09.2018 | США штат Юта                  | https://www.youtube.com/watch?time_continue=79&v=vlcfanT4eIM&feature=emb_logo |
| Самый длинный прыжок на BMX с/х                                           | ~40.72 м                   | Джейсон Ренье                                 | США            | 2006       | США                           |                                                                               |